# Zvonimir Šarlija
Zvonimir Šarlija (Koprivnica, 29. kolovoza 1996.) hrvatski je nogometaš koji igra na poziciji stopera. Trenutačno igra za Hajduk Split.

## Karijera
Rođen u Koprivnici, Šarlija je početne korake napravio u Slaven Belupu, klubu gdje mu je otac igrao i bio kapetan. Godine u omladinskom pogonu je proveo nastupajući za Slaven Belupo i filijalu Koprivnicu. S 18 godina postaje kapetan juniorske i rezervne ekipe Slavena, koja je tad nastupala u četvrtoj ligi. U ljeto 2015. godine odlazi na posudbu u trećeligašku Koprivnicu, a sljedeće ljeto prelazi u drugoligaški Solin. Nakon uspješnog kaljenja u nižim rangovima hrvatskog nogometa, u ljeto 2017. godine priključuje se prvoj ekipi Slaven Belupa.
Dne 29. lipnja 2019. godine Slaven Belupo objavljuje prelazak Šarlije u moskovski CSKA, dok je dan poslije CSKA potvrdio taj transfer uz napomenu da se radi o posudbi dugoj godinu dana uz opciju otkupa ugovora. Međutim, na polusezoni CSKA prekida posudbu te je objavljeno da će Šarlija ostatak sezone 2019./20. provesti na posudbi u turskoj Kasımpaşi.
Nakon kratkotrajnog povratka u redove Slavena, pred kraj ljeta 2020. godine potpisuje za Ankaragücü. Tamo se zadržava jednu sezonu, te je ispadanjem Ankaragücüa iz Süper Lige iskoristio klauzulu u ugovoru i postao slobodan igrač.
Dana 31. srpnja 2021. godine potpisuje s grčkim velikanom Panathinaikosom ugovor na dvije godine. Već u prvoj sezoni u Grčkoj dolazi do svog prvog trofeja u karijeri, osvojivši grčki kup.
U lipnju 2023. godine potpisuje četverogodišnji ugovor s Hajdukom. Odmah po dolasku u klub, Šarlija je postao neizostavni član prve postave, a dolaskom Filipa Uremovića čini standardni stoperski tandem Hajduka. Prvi gol za splitski klub zabio je u gostujućem porazu protiv Gorice, koja je slavila preokretom u zadnjim minutama s 2:1, a Šarlija je postigao vodeći pogodak na utakmici. Drugi pogodak za Hajduk postiže u domaćoj 3:1 pobjedi nad Varaždinom.

## Privatni život
Šarlijin otac Milan, inače porijeklom iz Jasenica kod Zadra, je bio kapetan pa direktor Slaven Belupa. Mlađi brat Lovro i rođak Ante su također nastupali za Slaven Belupo, dok je stariji brat Luka glasnogovornik kluba.

## Priznanja

### Klupska
Panathinaikos
- Grčki nogometni kup: 2021./22.

Pafos
- Ciparska prva divizija: 2024./25.

## Vanjske poveznice
- Profil na Transfermarktu
- Profil na Soccerwayu